# 掌狀毛
掌狀毛（英文:Palmate seta or Palmate hair。）是瘧蚊幼蟲身上所特有的一種構造。此構造位於幼蟲後半端之腹部，每一腹節背面左右均有一對褐色掌狀毛。其功能為協助瘧蚊幼蟲克服水面的表面張力，讓身體浮在水面上時，可以與水面平行，打開呼吸孔進行呼吸，與外面空氣交換氧氣。掌狀毛的形狀，又可細分為窄葉片或寬葉片，而葉片頂端亦可區分為長尖形或短鈍形，這些都可做為瘧蚊種類之分類特徵。

## 圖示

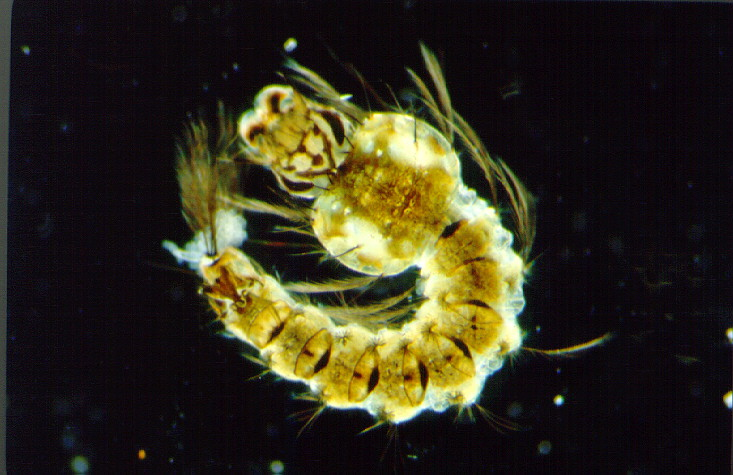
幼蟲後半端之腹部，每一腹節背面左右均有一對褐色掌狀毛。

## 關鍵字搜尋
瘧蚊掌狀毛

## 外部連結
- 蚊子MOSQUITO （页面存档备份，存于）
- 百度百科:按蚊 （页面存档备份，存于）
- 蚊 - 山东大学
- 蚊子 - 独山子石化医院国医论坛资料库